# Johann Vesling
Johann Vesling, riportato anche come Johannes Wesling, latinizzato come Ioannes Veslingius e italianizzato come Giovanni Veslingio (Minden, 1598 – Padova, 30 agosto 1649), è stato un anatomista e botanico tedesco che operò principalmente nella Repubblica di Venezia.

## Biografia

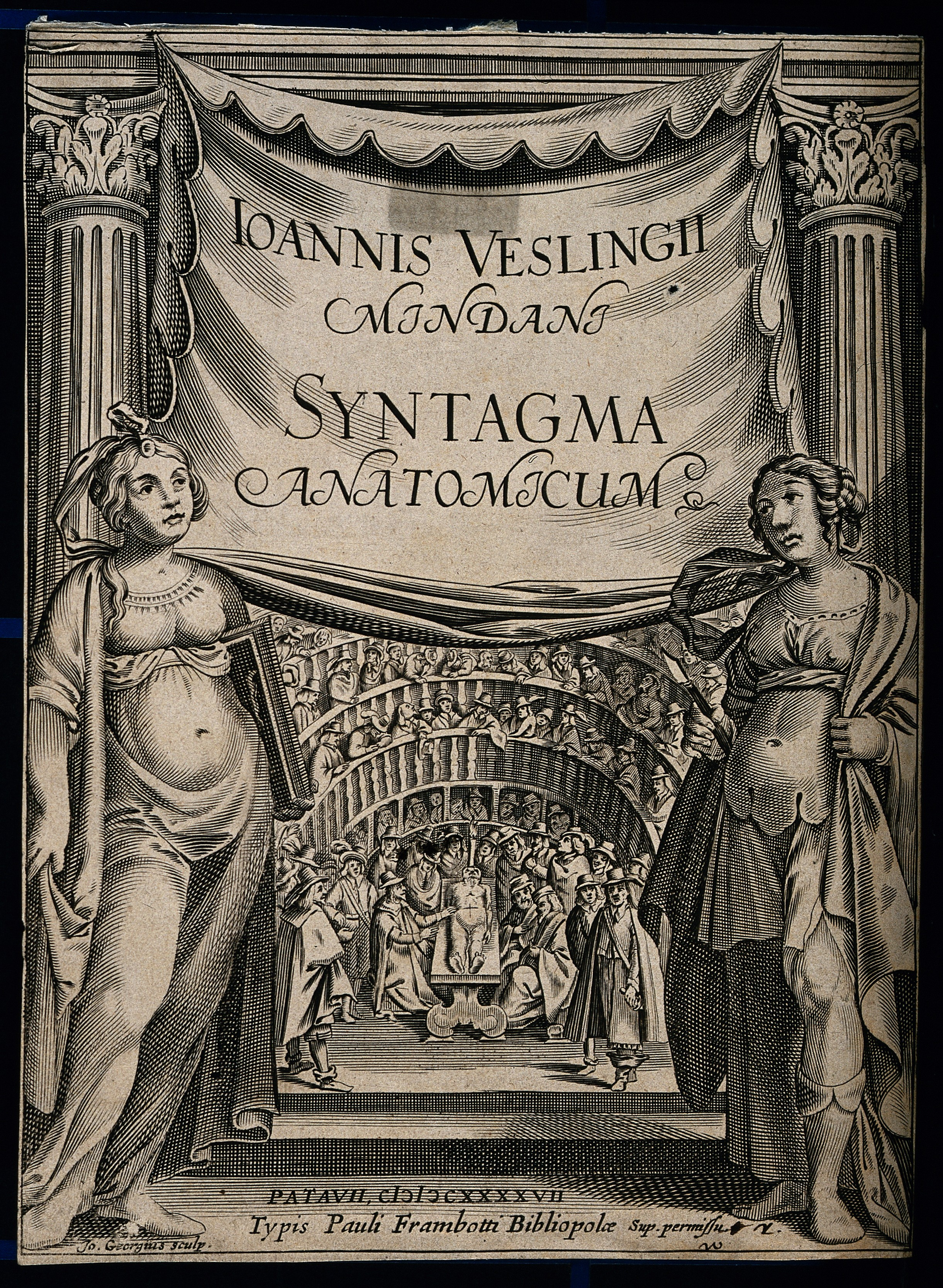
Frontespizio del Syntagma anatomicum, II edizione, 1647

Johann Vesling nacque a Minden, in Vestfalia, nel 1598.
Studiò botanica presso l'Università di Leida dal 1620 al 1622 sotto Aelius Everhardus Vorstius e nel 1623 si trasferì all'Università di Groninga. Giunto a Padova nel 1625, s'immatricolò nella natio germanica e ottenne l'anno successivo il dottorato in filosofia e medicina. Frequentò le dimostrazioni di anatomia di Fabrizio Bartoletti a Mantova tra il 1626 e il 1627. Nel gennaio 1628 condusse egli stesso la dimostrazione anatomica annuale a Venezia presso il Collegio medico.
Nei cinque anni successivi intraprese un viaggio di studi in Egitto e a Gerusalemme, dove divenne medico personale del console veneziano Alvise Corner e condusse anche studi approfonditi sulla flora locale (in particolare sulle piante medicinali). I suoi studi botanici portarono nel 1638 alla pubblicazione di un'edizione annotata di De plantis Aegypti di Prospero Alpini e delle Opobalsami veteribus cogniti vindiciae (1644).
Nel 1632 al suo ritorno divenne professore di anatomia e chirurgia presso l'Università di Padova, dove ebbe come assistente Johann Georg Wirsung e fu l'insegnante di Thomas Bartholin, fino al 1638, quando mantenne soltanto l'insegnamento della botanica e divenne prefetto dell'Orto patavino e ostensore e lettore dei semplici. Nel 1644 ebbe come prosettore (prosector) Giovanni Leoni (Joannes Leonicenus).
Nel 1648 ebbe dal senato il permesso di recarsi nuovamente in Oriente per un viaggio di studio, si fermò nell'isola di Creta e ne riportò molte piante rare, ma al suo ritorno, malato per le fatiche sopportate, morì nel 1649 a 51 anni. Fu sepolto con grandissimi onori nel chiostro della basilica di Sant'Antonio.
La sua opera più importante è il Syntagma anatomicum, publicis dissectionibus, in auditorum usum, diligenter aptatum (Padova, 1641), uno dei più fortunati manuali di anatomia del secolo, che ebbe una serie di edizioni e di traduzioni (la seconda edizione del 1647 era illustrata).

## Opere
- (LA) De plantis Aegyptiis observationes et notae ad Prosperum Alpinum cum additamento aliarum ejusdem regionis, Patavii, apud Paulum Frambottum, 1638.
- (LA) Syntagma anatomicum, 2ª ed., Patavii, typis Pauli Frambotti Bibliopolæ, 1647.
- (LA) Opobalsami veteribus cogniti Vindiciae, Patavii, typis Pauli Frambotti Bibliopolæ, 1644.
- Observationes anatomicae et epistolae medicae, Hafniae 1664 (con 7 lettere a Fortunio Liceti).